# 高慈妤
高慈妤（1990年11月2日—），生於台灣，中華民國空軍軍官，為中華民國空軍軍官學校首位正期女飛官。

## 生平
板橋高中畢業後，於2008年考取中華民國空軍官校航空管理系，成為首位空軍官校女性正期生。
2014年，自空軍官校94期102年班飛行一班結業，取得飛行胸章。